# Plagiolirion horsmannii
Plagiolirion es un género monotípico de plantas herbáceas, perennes y bulbosas perteneciente a la familia Amaryllidaceae y originario de Colombia. La única especie del género es Plagiolirion horsmannii Baker.

## Descripción
Plagiolirion horsmannii se consideraba extinta, pero fue recientemente redescubierta en 1989.

## Taxonomía
Plagiolirion horsmannii fue descrita por el botánico inglés, John Gilbert Baker y publicado en The Gardeners' Chronicle, new series 2: 38, en el año 1883.
Sinonimia
- Eucharis horsmannii (Baker) Traub
- Urceolina horsmannii (Baker) Traub[5]